# Hebepetalum roraimense
Hebepetalum roraimense är en linväxtart som beskrevs av R. de S. Secco och S. Manni B. Silva. Hebepetalum roraimense ingår i släktet Hebepetalum och familjen linväxter. Inga underarter finns listade i Catalogue of Life.